# Grabmal des Quintus Sulpicius Maximus

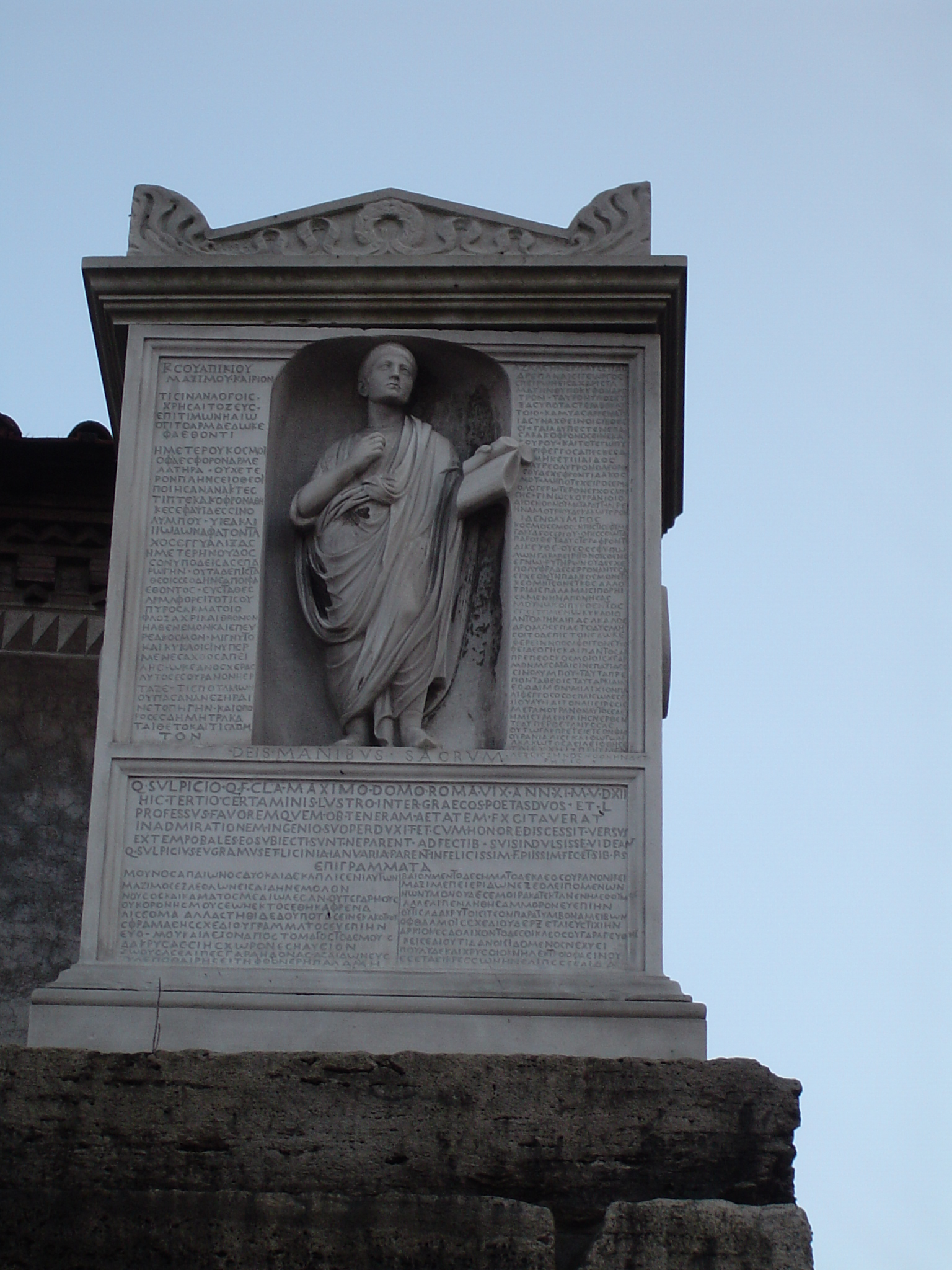
Kopie des Grabmals für Quintus Sulpicius Maximus in Rom

Das Grabmal des Quintus Sulpicius Maximus wurde bei Abrissarbeiten an der Porta Salaria in Rom gefunden. Es befand sich unter dem östlichen Turm der Toranlage, die nach schwerer Beschädigung bei einem Bombardement durch italienische Truppen gegen den Kirchenstaat am 20. April 1870 im darauf folgenden Jahr einem Neubau des Architekten Virginio Vespignani Platz machen sollte. Eine Kopie des Grabmals steht heute in der Nähe seines Fundortes an der Ecke Via Piave und Via Sulpicio Massimo in Rom.

## Beschreibung
Das Grabmal war, wie zahlreiche andere Bauten und Denkmäler auch, beim Bau der Aurelianischen Mauer wiederverwandt worden, um deren Fertigstellung zu beschleunigen. Es gehörte zu einem an der Via Salaria gelegenen Gräberbereich,  von dem sich unter den Türmen der porta Salaria weitere Zeugnisse nachweisen ließen.
Das Grabmal in Form eines Cippus, das sich heute in den Kapitolinische Museen befindet, steht auf einer Basis aus Travertin. Der Cippus ist aus Marmor und wird von einem flachen Giebel bekrönt. Im Giebelfeld ist mittig ein Lorbeerkranz abgebildet, von dem nach links und rechts flatternde Taenien abgehen. Auf den Giebelecken befinden sich kleine Akrotere in Form geschwungener Palmetten, die aus Akanthuskelchen entwachsen. Die Höhe des Cippus beträgt 1,61 Meter.
Die von Profilen gefasste Vorderseite ist in einen glatten, kleineren Sockelbereich und einen höheren oberen Bereich eingeteilt, der als Hochrelief in einer nischenartigen Vertiefung einen jungen Togatus darstellt, die Rechte vor die Brust gehoben, in der Linken eine halb entrollte Papyrusrolle haltend. Die Flächen links und rechts des Jungen sind mit griechischen Versen gefüllt. Der untere Bereich, vom oberen durch eine horizontale Profilleiste mit der Inschrift Deis Manibus sacrum getrennt, trägt die eigentliche Grabinschrift sowie zwei griechische Epigramme, die von dem Jungen, seinen Leistungen und seinem Tod erzählen, und zwar einmal in wörtlicher Rede des Quintus, einmal als Darlegung eines Dritten. Die Epigramme, aus denen hervorgeht, dass Quintus an Überanstrengung während des Agon gestorben war, stammen vermutlich von seinem Vater.
Die Grabinschrift lautet:

Deis Manibus sacrum / Q(uinto) Sulpicio Q(uinti) f(ilio) Cla(udia) Maximo domo Roma vix(it) ann(os) XI m(enses) V d(ies) XII / hic tertio certaminis lustro inter Graecos poetas duos et L / professus favorem quem ob teneram aetatem excitaverat / in admirationem ingenio suo perduxit et cum honore discessit versus / extemporales eo subiecti sunt ne parent(es) adfectib(us) suis indulsisse videant(ur) / Q(uintus) Sulpicius Eugramus et Licinia Ianuaria parent(es) infelicissim(i) f(ilio) piissim(o) fec(erunt) et sib(i) p(osterisque) s(uis).

„Den Manen geweiht. Für Q. Sulpicius Maximus, Sohn des Quintus, aus der Tribus Claudia, aus Rom, der 11 Jahre, fünf Monate und 12 Tage lebte. Dieser hat im dritten Lustrum des Wettkampfes, bei welchem er unter 52 griechischen Dichtern aufgetreten war, die Zuneigung, die er wegen seines zarten Alters geweckt hatte, durch sein Talent zur Bewunderung geführt und er ist in Ehren abgetreten. Seine aus dem Stegreif gedichteten Verse sind hinzugesetzt worden, damit seine Eltern nicht als aus Liebe übertreibend angesehen würden. Quintus Sulpicius Eugramus und Licinia Ianuaria, die sehr unglücklichen Eltern, machten dieses (Grabmal) für ihren sehr liebevollen Sohn und für sich selbst und für ihre Nachfahren.“

## Quintus Sulpicius Maximus
Der junge Quintus, Sohn wohl eines griechischen Freigelassenen, ist anscheinend unmittelbar nach seiner Teilnahme am dritten Dichterwettkampf im Rahmen des agon Capitolinus verstorben. Diese Spiele, auch als ludi Capitolini bekannt, wurden von Domitian im Jahre 86 anlässlich der Restaurierung des kapitolinischen Tempels des Iupiter Optimus Maximus eingerichtet und galten auch der Person des Kaisers. Der Agon bestand aus hippischen, gymnischen und musischen Wettkämpfen. Die dritten Spiele fanden im Jahr 94 statt, da das Lustrum des kapitolinischen Agon nur vier Jahre umfasste. An den musischen Wettkämpfen hat Quintus Sulpicius teilgenommen und konnte nicht nur wegen seines Alters, sondern auch wegen seines Talentes Eindruck hinterlassen.
Seine Disziplin war das Dichten aus dem Stegreif, und zwar in griechischer Sprache nach einem allen Teilnehmern vorgegebenen Thema, das in diesem Fall die Ansprache des Zeus an Helios nach dem Sturz Phaetons beinhaltete. Über den genauen Ablauf derartiger Veranstaltungen ist wenig bekannt, allerdings war das Stegreifdichten eine vor allem im griechischen Osten verbreitete Übung für Rhetoriker und Dichter, die sich noch bis zu Petrarca und Torquato Tasso verfolgen lässt. Der Gewinner erhielt vom Kaiser persönlich einen Kranz aus kapitolinischem Lorbeer. Die von Quintus Sulpicius vorgetragenen Verse sind links und rechts des jungen Togatus wiedergegeben, wobei die letzten drei Verse auf die Papyrusrolle übergriffen, dort aber nurmehr schlecht erhalten sind.